# Hampstead (Quebec)
Pronunciação
Hampstead é uma cidade localizada na província canadense de Quebec, na Ilha de Montreal. Hampstead foi fundida com a cidade de Montreal em 2001. Porém, Hampstead tornará-se novamente uma cidade em 1 de janeiro de 2006. Sua população é de 6,986 habitantes.